# Jaguar XJ (X350)
Jaguar XJ (X350) — це повнорозмірний чотиридверний розкішний седан, який вироблявся та продавався по всьому світу компанією Jaguar для модельних років 2003–2009 як третє покоління седана Jaguar XJ із внутрішнім позначенням X350. і внутрішнє позначення X358 після його проміжного рестайлінгу 2007 року. І X350, і X358 були доступні з шестиступінчастою автоматичною коробкою передач, низкою бензинових і дизельних двигунів (V6, V8 і наддув V8), численними рівнями комплектації та короткою колісною базою (2003–2009) або довгою колісною базою (2005–2009). 2009) конфігурації кузова автомобіля. Подовжені моделі були найдовшими автомобілями, які виробляв Jaguar.
X350 був відомий своїми вдосконаленими електричними системами, самовирівнюванням, адаптивною пневматичною підвіскою та повністю алюмінієвим шасі та кузовом, одним із перших для серійного автомобіля. Кузов (білий кузов) був на 40 відсотків легшим і на 50 відсотків жорсткішим, ніж його попередник, незважаючи на його збільшений загальний розмір. Стиль третього покоління був консервативною еволюцією стилю попереднього XJ, а його решітка радіатора нагадувала решітку оригінального XJ 1968 року. Зовнішній стиль був розроблений головним дизайнером Томом Оуеном разом із Сенді Бойс під керівництвом дизайнера Джеффа Лоусона, який помер у середині проекту, та його наступника Яна Каллума.
Інтер'єр XJ був розроблений Джайлзом Тейлором. Виробництво відбувалося на заводі Jaguar Castle Bromwich Assembly в Бірмінгемі. X350 дебютував на Паризькому автосалоні 2002 року з нефарбованим і відполірованим зразком повністю сплавного кузова. Повне покоління X350/358 здебільшого збіглося з тим, що Jaguar перейшов у власність Ford Motor Company Premier Automotive Group, поки Tata Motors не придбала Jaguar у 2008 році. Виробництво припинилося в березні 2009 року після семи років із загальним виробництвом 83 566 одиниць. За ним послідував XJ X351.

## X350

### Кузов і шасі
Алюмінієвий кузов X350 використовував аерокосмічний метод конструкції, гібрид клею та заклепок столярних виробів, відомий як заклепки або riv-bonding, який був першим у галузі масового виробництва автомобілів. І шасі, і кузов автомобіля утворювали алюмінієву цільну конструкцію. Використання алюмінію замість сталі вимагало нових технологій, технологічного розвитку та планування виробництва разом із значними інвестиціями.
Напружений алюмінієвий цільний корпус використовував 15 алюмінієвих відливок, 35 екструзій і 284 штампування, які були скріплені за допомогою 120 ярдів епоксидних клеїв аерокосмічного класу, нанесених за допомогою роботів, а також приблизно 3200 самопроколюючих оцинкованих клеїв, борні сталеві заклепки, які були першим використанням Jaguar самопроколюючих заклепок. На додаток до заклепок, які не вимагають попереднього просвердлення або пробивання отвору, кожна заклепка робить власний отвір під час вставлення процес також використовує невелику кількість гайок, болтів і точкового зварювання. Лиття та екструзія становили близько 11 відсотків кузова XJ.

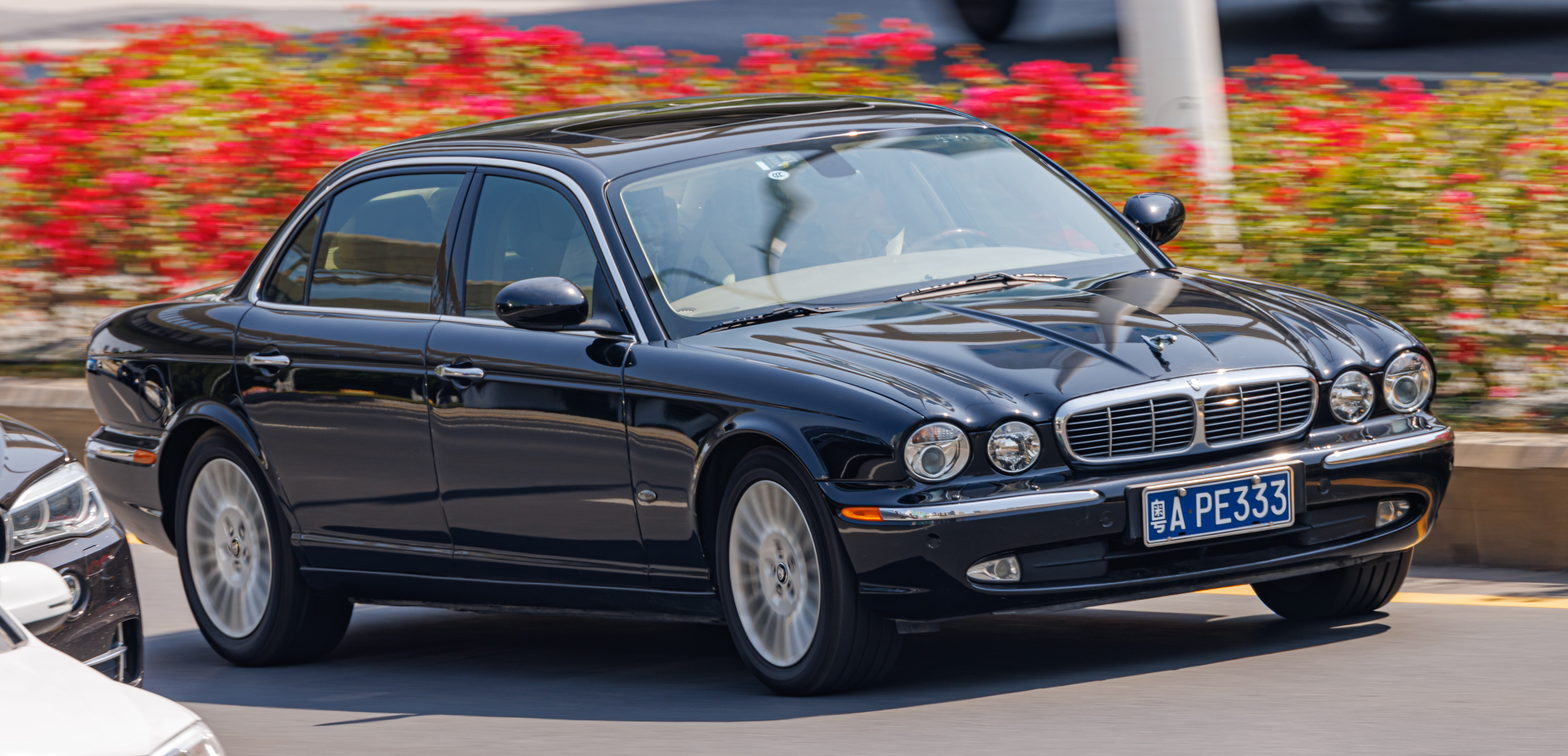
Jaguar XJ в Китаї

Щоб забезпечити можливість виробництва, численні елементи стилю вимагали редизайну, щоб пристосуватись до формування з алюмінію, а не зі сталі, включаючи профілі капота, особливо навколо фар; радіуси в зазорах між крилом і бампером і натисканням на закриття заднього крила/дверей; конфігурація бічних ліхтарів і бокова частина кузова. Головний інженер програми Расс Варні сказав, що XJ також навчив Jaguar «про «пружне повернення» штампованих деталей, де частини не зберігають свою точну форму».

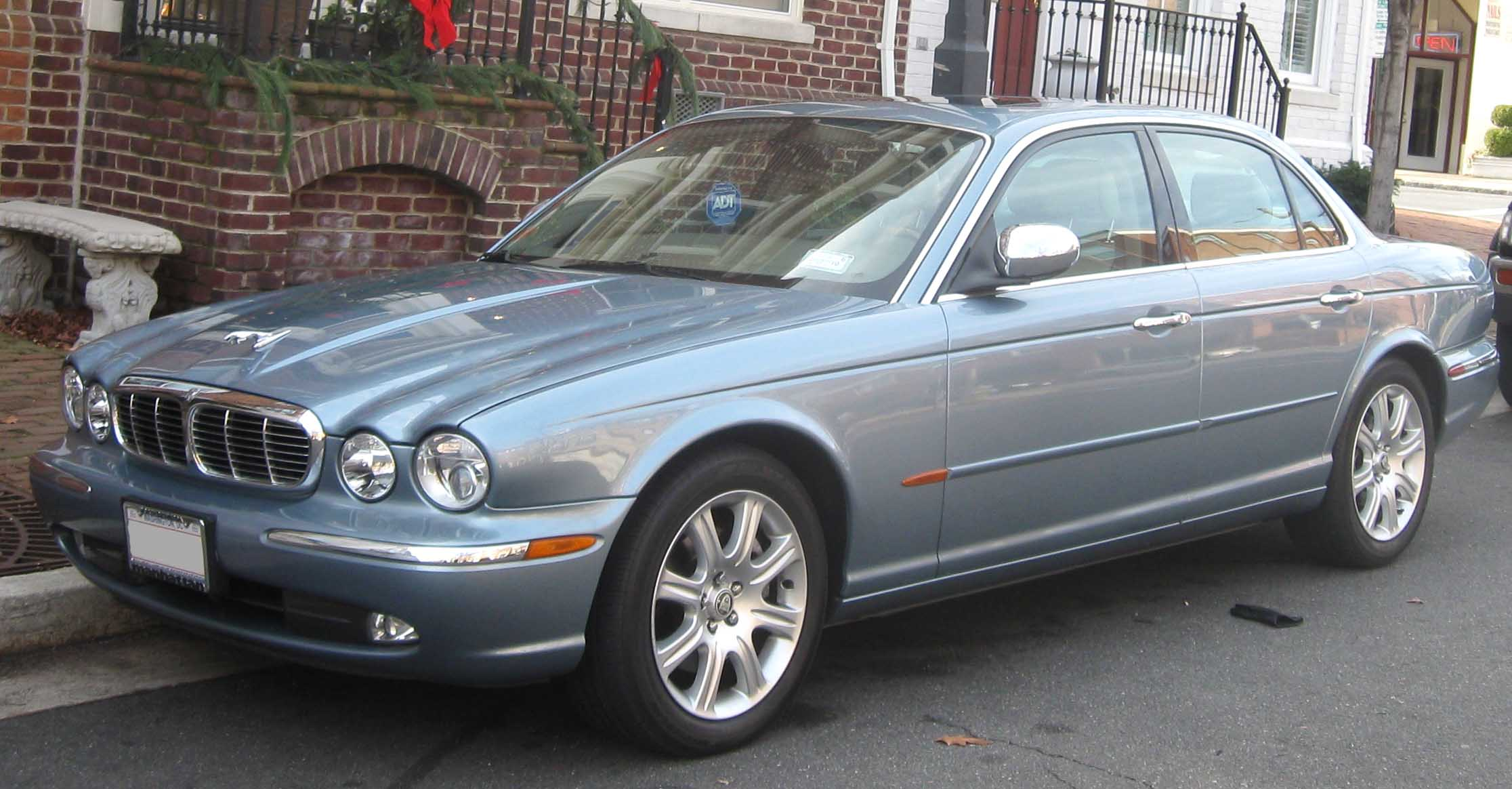
Ягуар XJ8 2005 року випуску

Щоб зменшити витрати на ремонт після зіткнення з передньою частиною та покращити підвищені страхові ставки, пов’язані з алюмінієвою конструкцією, кузов був розроблений таким чином, щоб витримувати зіткнення зі швидкістю 10 миль/год без структурних пошкоджень, і використовувався передній модуль, що кріпиться болтами (BOFE). Поперечину балки бампера утворив екструзійний алюмінієвий алюміній, що поглинає енергію, для забезпечення міцності та здатності до руйнування у разі незначного зіткнення. Жертовні екструдовані алюмінієві резервуари були розроблені для захисту конструкції кузова та передніх компонентів.

### Дизайн та інженерія

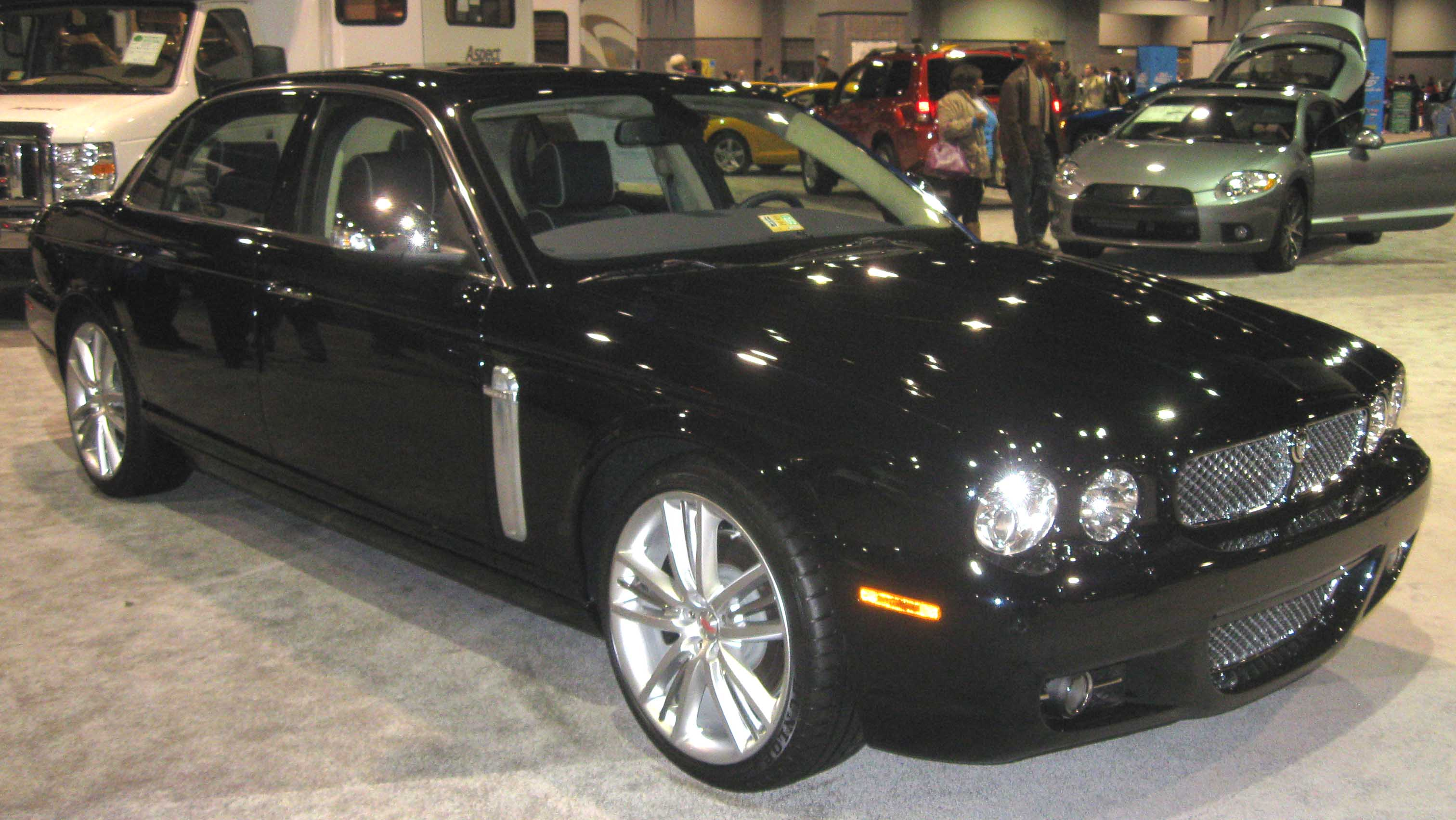
Jaguar XJ8 Super V8 на автосалоні у Вашингтоні, округ Колумбія, 2009. Super V8 представляв найпотужніший двигун XJ.

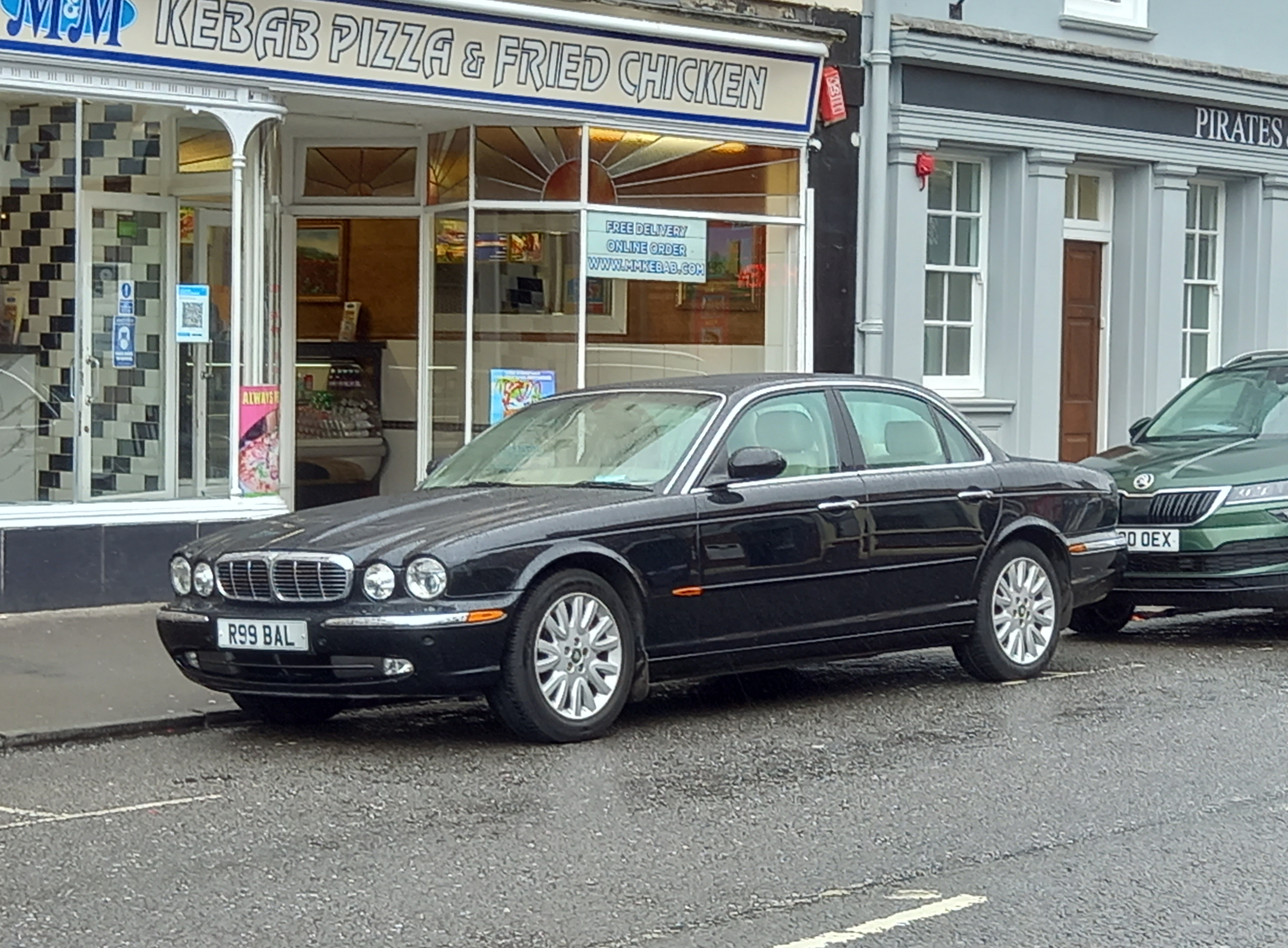
Jaguar XJ8 2004 року випуску

X350 використовував багатоважільну схему підвіски з адаптивною пневматичною підвіскою чотирьох коліс, що автоматично вирівнюється, замість подвійних поперечних важелів попереднього покоління Jaguar IRS. Підвіска контролювалася електронним способом, не вимагаючи втручання водія, щоб регулювати налаштування амортизаторів (за мілісекунди), а також їзду та керованість за різних умов — її електронна система керування продається як комп’ютерна активна підвіска (CATS). Пневматична підвіска була розроблена для активації кожні 24 години, щоб вирівняти автомобіль, коли він припаркований і не використовується.

### Обладнання

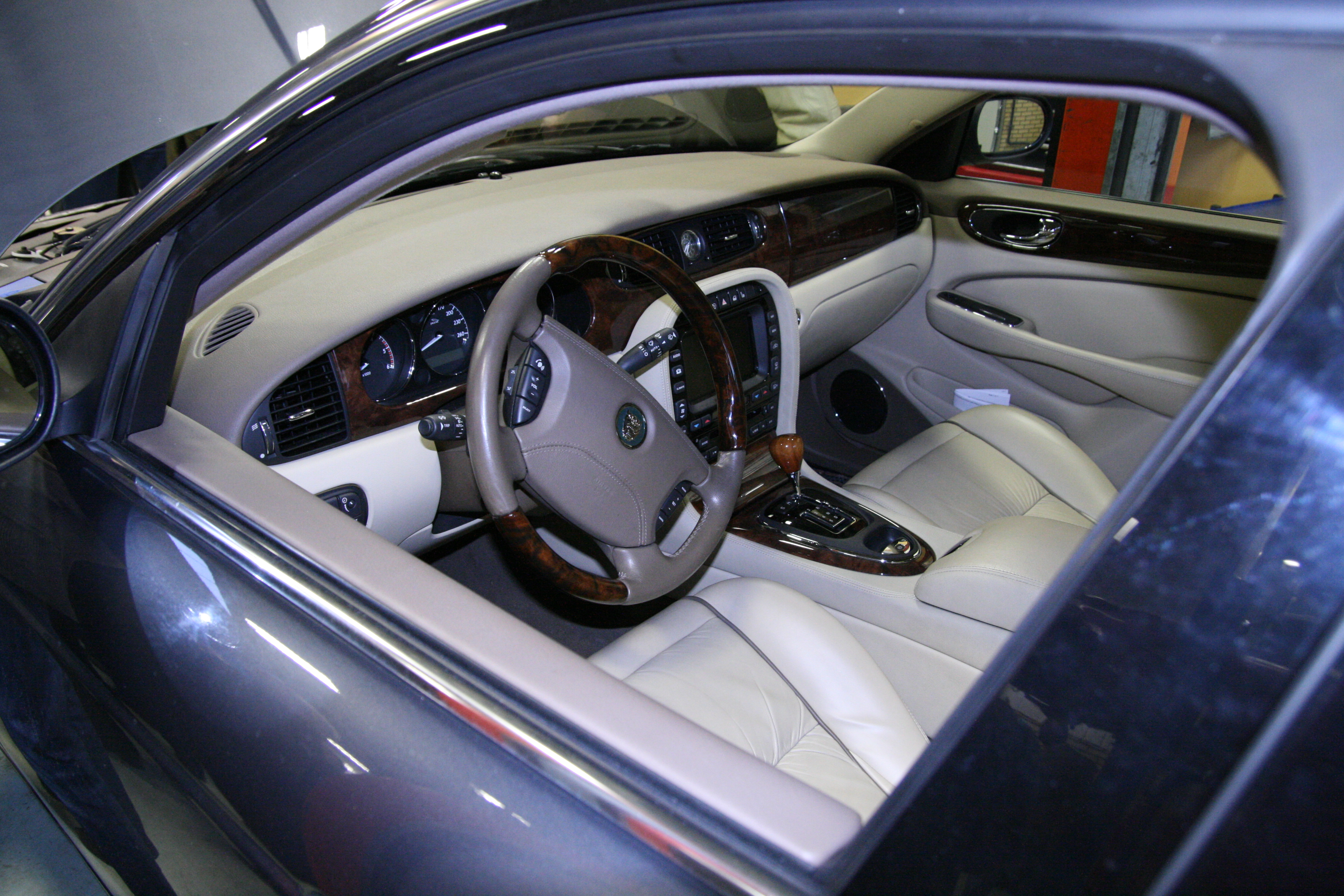
Інтер'єр Jaguar Sovereign 2006 року

На початку випуску стандартне обладнання включало оздоблення деревини горіхового кольору в тон дзеркала по всьому інтер’єру, оздоблення центральної консолі чорного кольору, шкіряні сидіння, кермо з дерев’яною обробкою, шкіряні допоміжні ручки, двозонний автоматичний клімат-контроль, електричне скло. люк з нахилом і зсувом, що відкривається/закривається одним дотиком, автоматичні склоочисники з датчиком дощу, автоматичні фари, передні протитуманні фари, світлодіодні задні ліхтарі на 24 лампи, передні та задні датчики паркування, механізм фіксації багажника, електричне кермо з пам’яттю та входом/ функція виходу, електрохромні самозатемнювані бічні дзеркала з компасом, бортовий комп’ютер, електрично регульовані педалі з ходом 2,5 дюйма, 4 точки живлення, керування всіма вікнами вгору/вниз одним дотиком, металева фарба (безкоштовна опція), повний -розмір запасного колеса, кермо з електронним нахилом і телескопічне кермо, безключовий доступ, ліхтарі для калюж, електронні стоянкові гальма та аудіосистема з 8 динаміками потужністю 320 Вт із вбудованим в багажник чейнджером для 6 компакт-дисків і програвачем компакт-дисків у приладовій панелі.
 
Системи безпеки включали чотириканальні антиблокувальні гальма з системою екстреного гальмування, контроль тяги, динамічний контроль стійкості, а також передні, бічні подушки безпеки для грудної клітки та бічні шторки безпеки на всю довжину. Електронна координація ременів безпеки та подушок безпеки, що продається як Advanced Restraint Technology System (ARTS), була розроблена для визначення серйозності зіткнення, положення водія та статусу ременів безпеки за допомогою ультразвукових датчиків і датчиків ваги сидіння для оптимізації сили розкриття подушки безпеки.

### Двигуни

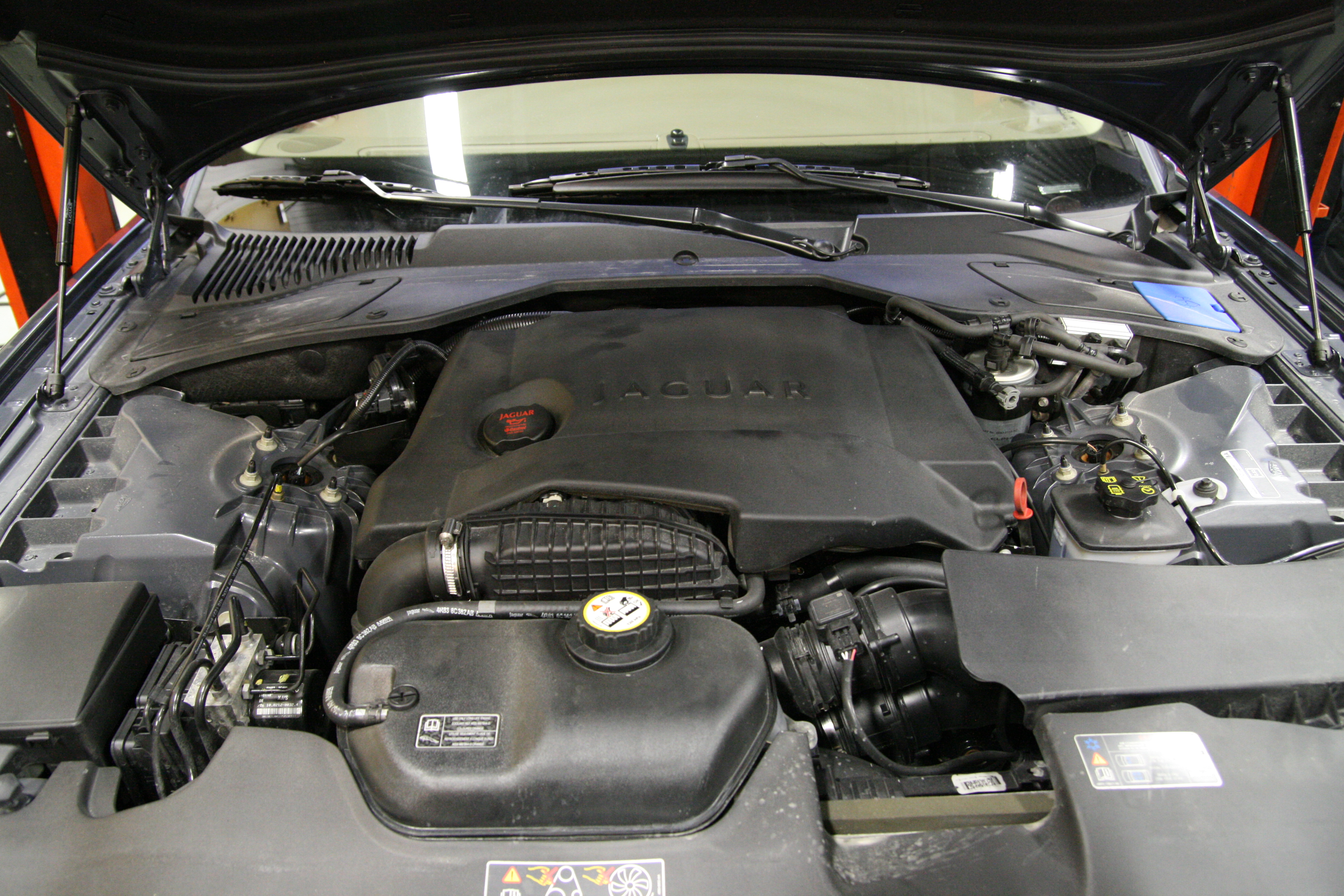
Турбо дизельний двигун Jaguar XJ 2,7 л V6. Був базовим двигуном XJ.

| Модель                                | Тип                                | Потужність, крутний момент при об/хв                |
| ------------------------------------- | ---------------------------------- | --------------------------------------------------- |
| 2,7-літровий дизель V6                | 2.7 L V6 з подвійним турбонаддувом | 204 PS (150 кВт; 201 к. с.), 435 Н⋅м (321 фунт⋅фут) |
| 3,0-літровий бензиновий V6            | 3.0 L V6                           | 240 PS (177 кВт; 237 к. с.)                         |
| 3,5-літровий бензиновий V8            | 3.5 L V8                           | 265 PS (195 кВт; 261 к. с.), 345 Н⋅м (254 фунт⋅фут) |
| 4,2-літровий бензиновий V8            | 4.2 L V8                           | 300 PS (221 кВт; 296 к. с.)                         |
| 4,2-літровий бензиновий V8 з наддувом | 4.2 L V8 з наддувом                | 400 PS (294 кВт; 395 к. с.)                         |

## X356 (рестайлінг 2005)
Оновлений X350 дебютував у 2005 році для модельного року 2006 з переглянутою передньою решіткою радіатора та злегка переробленими передніми крилами. Оновлено деякі електронні системи автомобіля.  

## X358 (рестайлінг 2007)
Рестайлінгови X350 дебютував у лютому 2007 року для 2008 модельного року з переглянутою передньою решіткою та переднім бампером із помітною нижньою решіткою. Емблема Jaguar на решітці радіатора замінила попередній орнамент на капоті.

## Спеціальне використання
Автомобіль використовували британські прем'єр-міністри, зокрема Тоні Блер і Гордон Браун. Попередні та наступні версії XJ також використовувалися Маргарет Тетчер, Джоном Мейджором, Девідом Кемероном, Терезою Мей і Борисом Джонсоном як їхній автомобіль прем'єр-міністра.